# Кокси, Ян
Ян Кокси (нидерл. Jan Coxyen, Jan van Coxcie, Jan de Coxcie, Jan Coxie, Goris de Coxie; 26 февраля 1629, Мехелен — 1670, Мехелен) — фламандский рисовальщик и живописец, преимущественно пейзажист. Член большой семьи потомственных художников Кокси, сыгравшей важную роль в развитии фламандской живописи XVI и XVII веков.

## Биография
Ян Кокси родился в Мехелене в семье живописца Михила ван Кокси Третьего (1603—1669) и Катарины Хейнс Сметс. Он был правнуком Михила Кокси, одного из ведущих фламандских художников эпохи Возрождения, прозванного «фламандским Рафаэлем». Ян Кокси обучался у отца и в 1651 году был принят мастером в местную Гильдию Святого Луки.
Ян Кокси женился 13 сентября 1650 года в Мехелене на своей кузине Йоханне Бизе. Она была сестрой художника Шарля Эммануэля Бизе. Шарль Эммануэль тоже был родом из Мехелена, но поселился в Антверпене, где был директором Королевской академии изящных искусств.
Двое сыновей Яна стали художниками: Ян Антони (1650/1670 — ок. 1720), сделавший карьеру художника-портретиста, и Ян Михель (1650/1670 — после 1689/1709), который остался в Мехелене, где работал главным образом как живописец исторического жанра. Троих членов семьи Кокси иногда путают друг с другом, поскольку у них общее имя «Ян».
Ян Кокси был единственным членом семьи, посвятившим своё творчество исключительно пейзажу. Однако известны лишь немногие его произведения. Обычно это пейзажи с религиозными сценами, хотя некоторые из них представляют собой топографические виды. Примерами первых являются две картины «Агарь и ангел в пустыне» (одна во Дворце изящных искусств Лилля, другая в Музее Фогга в Кембридже, Массачусетс) и некоторые пейзажи, написанные для Паркового аббатства в Хеверле, на которых изображены сцены из жизни святого Норберта, такие как встреча святого Норберта и Годефрида. На четырёх картинах для аббатства имеются второстепенные фигуры, написанные Яном ван Ринтелем.

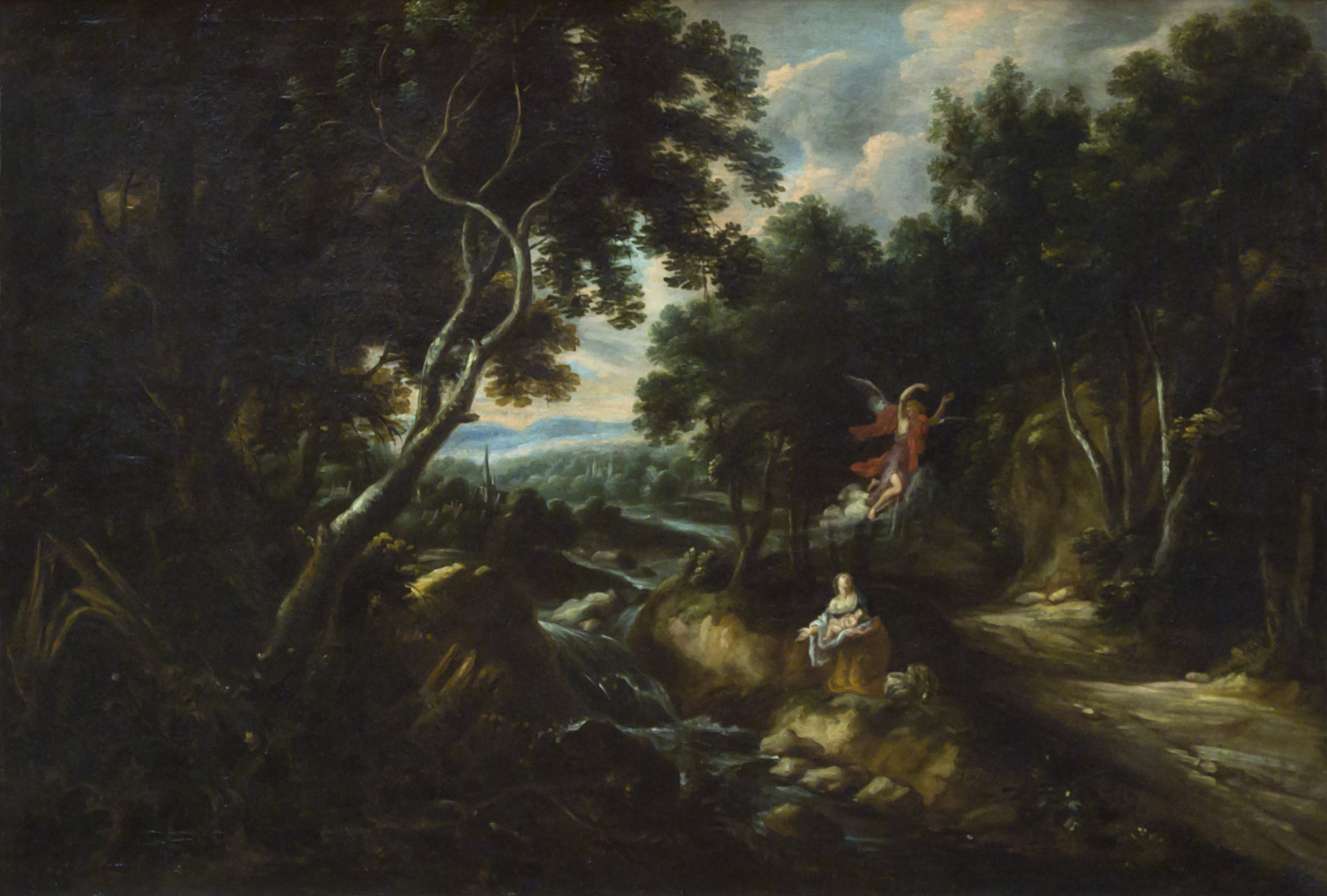
Агарь и ангел в пустыне. До 1670. Холст, масло. Дворец изящных искусств, Лилль
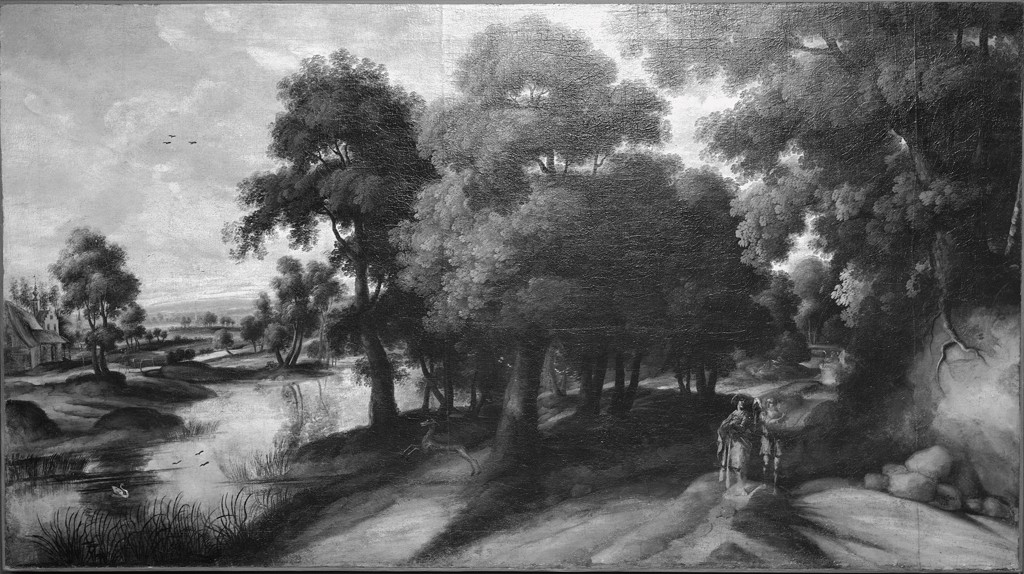
Агарь и ангел в пустыне. 1660. Холст, масло. Художественный музей Фогга, Кембридж, Массачусетс, США